# Хардвик, Томас
Томас Хардвик (1755 — 3 августа 1835) — английский генерал-майор, натуралист, собиравший материал на территории английских колоний в Азии.

## Биография
В возрасте 22 лет, будучи солдатом, уезжает в Индию, где пребывает с 1777 до 1823 года. В 1819 году получает звание генерал-майора. Увольняется из армии в 1823 году и возвращается обратно в Англию и совместно с Джоном Греем публикует «Illustrations of Indian Zoology» (1830-35).
Во время своей военной службы в Индии много путешествовал по субконтиненту; начал собирать зоологические экземпляры, также собрал большую коллекцию рисунков животных, сделанных местными художниками.
К тому времени, когда он уехал из Индии, у него была самая крупная коллекция рисунков индийских животных, когда-либо собранных одним человеком.
Индийские художники, которых нанимал Томас, неизвестны, но их стиль был приспособлен к требованиям технической иллюстрации, с использованием акварельных красок. Коллекция была завещана Британскому Музею в 1835 году, а позже частично перемещена в Музей Естествознания. Общее число рисунков в коллекции — около четырёх с половиной тысяч.

## Названы в честь Томаса Хардвика
В честь Томаса Хардвика названы следующие виды животных:
- Parnassius hardwickii
- Temera hardwickii
- Solegnathus hardwickii
- Eublepharis hardwickii
- Uromastyx hardwickii
- Lapemis hardwickii
- Chloropsis hardwickii
- Gallinago hardwickii
- Kerivoula hardwickii
- Rhinopoma hardwickei

## Рисунки Томаса Хардвика

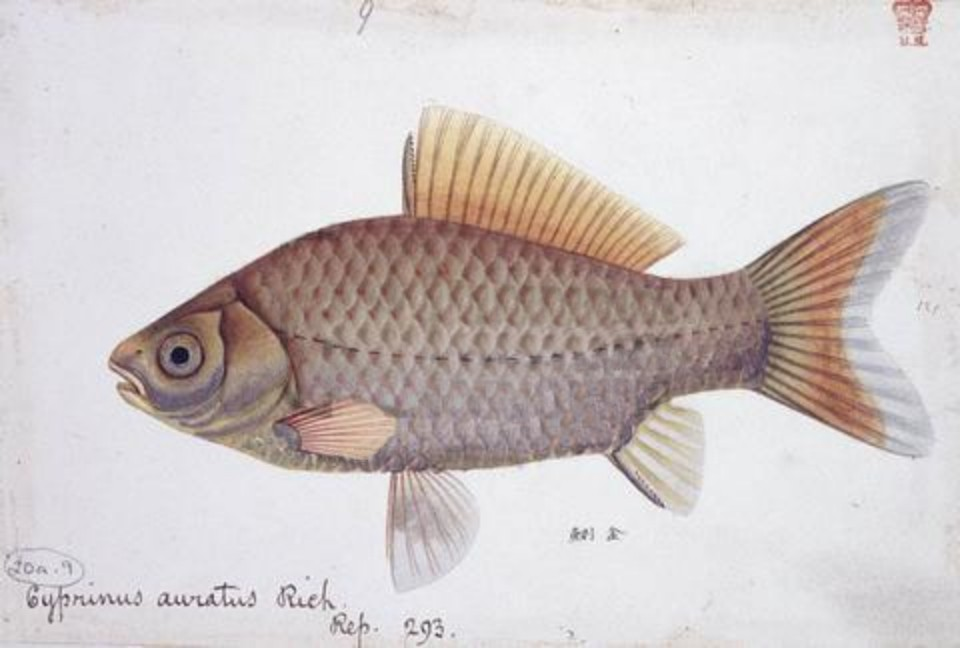
Cyprinus auratus
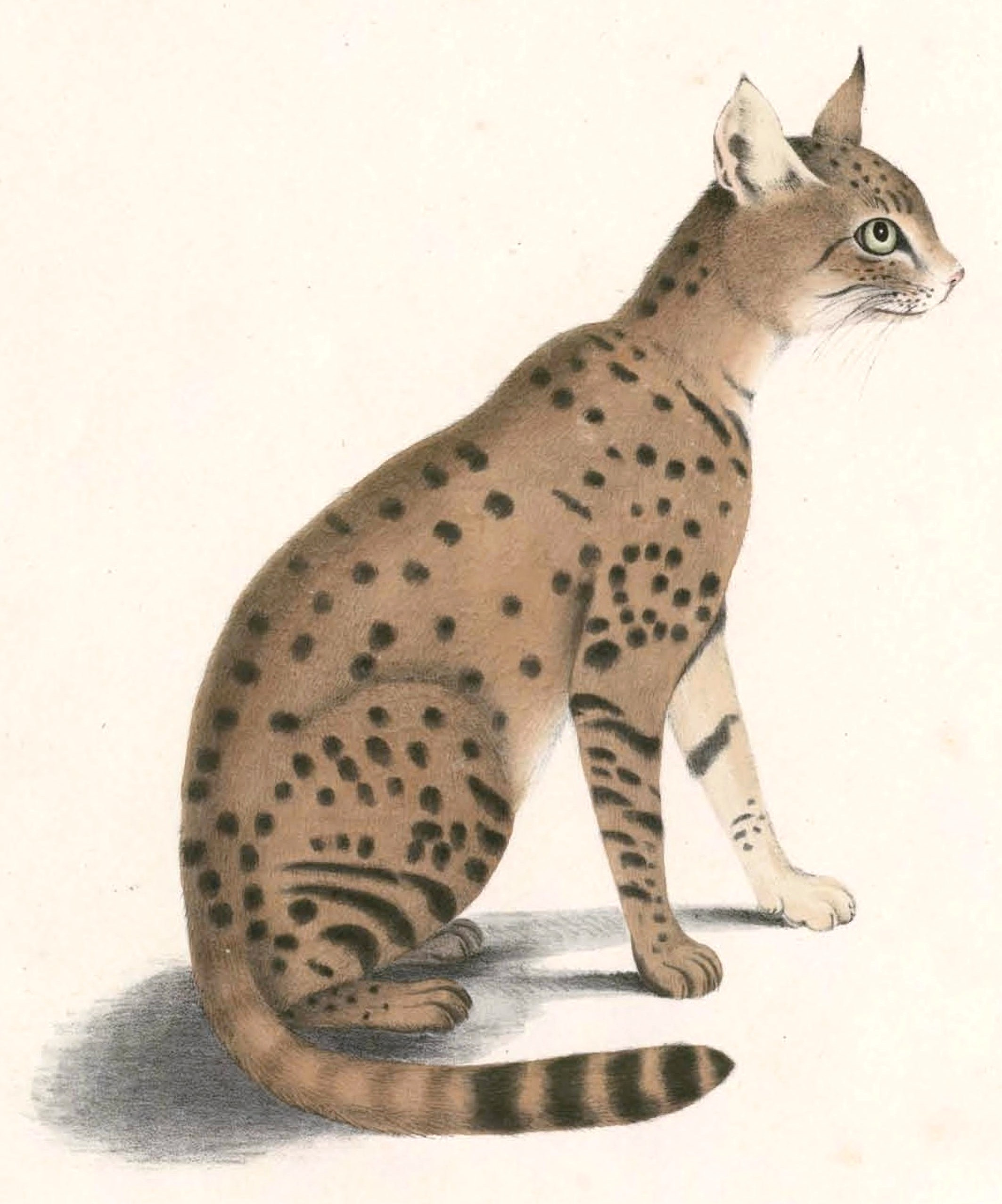
Felis silvestris ornata